# Semele gayae
Semele gayae är en sparrisväxtart som först beskrevs av Philip Barker Webb och Sabin Berthelot, och fick sitt nu gällande namn av Eric R.Svensson Sventenius och Kunkel. Semele gayae ingår i släktet Semele och familjen sparrisväxter. Inga underarter finns listade i Catalogue of Life.

## Bildgalleri

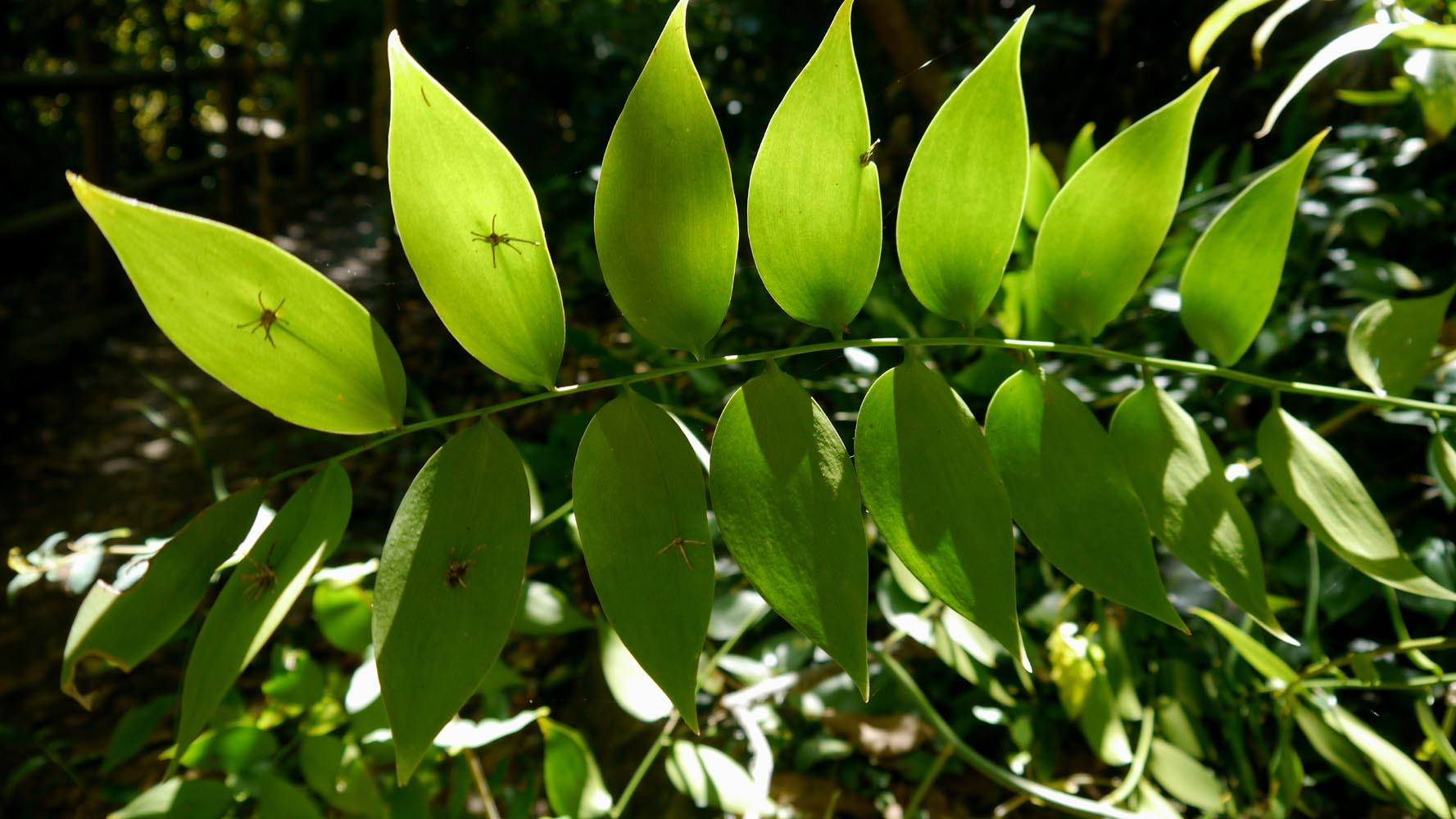